# Neon Knights
"Neon Knights" es una canción de heavy metal de la banda británica Black Sabbath del álbum de 1980 Heaven and Hell, su primer disco con el cantante estadounidense Ronnie James Dio. Fue escrita y grabada en el Estudio Ferber en París en enero de 1980 solo para completar la grabación del álbum. La letra fue escrita por Dio. Es la única canción de Heaven and Hell en la que el bajista Geezer Butler participó en la composición, a pesar de haber sido el compositor principal de la banda en la era Ozzy Osbourne.

## Lista de canciones
1. "Neon Knights" - 3:49
2. "Walk Away" - 4:21

## Personal
- Ronnie James Dio - voz
- Tony Iommi - guitarra
- Geezer Butler - bajo
- Bill Ward - batería
- Geoff Nicholls - teclados

## Versiones
- Iron Savior en el álbum Unification.
- Steel Prophet en el álbum Genesis.
- Queensrÿche en el álbum [[Take

Cover]].
- Leo Jiménez en el álbum La Factoría del Contraste.